# فارجيو
فارجيو بلدية في ولاية سانتا كاتارينا في المنطقة الجنوبية من البرازيل. تقع المدينة على الحافة الجنوبية لحفرة صدمة، فارجيو دوم. تقع قاعة مدينة فارجيو داخل الحفرة. يدرك السكان المحليون جيدًا أصل تأثير الهيكل، إلى حد أن اللقب الرسمي للبلدة هو مدينة النيزك (Terra do Meteorro).